# William French Smith
Pour les articles homonymes, voir William Smith et Smith.
William French Smith II, né le 26 août 1917 à Wilton (New Hampshire) et mort le 29 octobre 1990 à Los Angeles (Californie), est un homme politique américain. 
Membre du Parti républicain, il est procureur général entre 1981 et 1985 dans l'administration du président Ronald Reagan.

## Publications
- (en) William French Smith, Law and Justice in the Reagan Administration : The Memoirs of an Attorney General, Hoover Inst Pr, novembre 1991